# Karl Alzner
Karl Alzner (né le 24 septembre 1988 à Burnaby dans la province de Colombie-Britannique au Canada) est un joueur professionnel canadien de hockey sur glace. Il évolue au poste de défenseur.

## Biographie
En 2007-2008, Karl Alzner joue sa quatrième saison complète au sein de l'organisation des Hitmen de Calgary de la Ligue de hockey de l'Ouest. En 200 matches, il a obtenu 81 points et 79 minutes de pénalité. Alzner a participé avec l'équipe LHOu au Défi ADT Canada-Russie de la Ligue canadienne de hockey en 2006. Lors du championnat du monde junior 2007 en Suède, Alzner remporte la médaille d'or et est un des piliers dans une défensive qui comptait déjà des noms tels que Luc Bourdon, Kristopher Letang et Marc Staal. Karl Alzner a participé à la Super Série 2007. Il est alors le défenseur numéro 1 pour la formation canadienne. Il a été élu joueur du match lors de la première rencontre disputée à Oufa. Le 26 novembre 2008, il est rappelé par les Capitals et dispute sa première rencontre contre les Thrashers d'Atlanta le jour même. Il a remporté la Coupe Calder 2009 et 2010 avec les Bears de Hershey.  Le 1er juillet 2017, il signe un contrat de 5 ans avec le Canadien de Montréal en tant que agent libre sans compensation.

## Statistiques

### En club
| Saison     | Équipe                 | Ligue      |     | Saison régulière | Saison régulière | Saison régulière | Saison régulière | Saison régulière |   | Séries éliminatoires | Séries éliminatoires | Séries éliminatoires | Séries éliminatoires | Séries éliminatoires |
| Saison     | Équipe                 | Ligue      | PJ  | B                | A                | Pts              | Pun              | PJ               | B | A                    | Pts                  | Pun                  |                      |                      |
| 2003-2004  | Hitmen de Calgary      | LHOu       | 1   | 0                | 0                | 0                | 0                | -                | - | -                    | -                    | -                    |                      |                      |
| 2004-2005  | Hitmen de Calgary      | LHOu       | 66  | 0                | 10               | 10               | 19               | 12               | 0 | 3                    | 3                    | 9                    |                      |                      |
| 2005-2006  | Hitmen de Calgary      | LHOu       | 70  | 4                | 20               | 24               | 28               | 13               | 1 | 3                    | 4                    | 4                    |                      |                      |
| 2006-2007  | Hitmen de Calgary      | LHOu       | 63  | 8                | 39               | 47               | 32               | 18               | 1 | 12                   | 13                   | 4                    |                      |                      |
| 2007-2008  | Hitmen de Calgary      | LHOu       | 60  | 7                | 29               | 36               | 15               | 16               | 6 | 2                    | 8                    | 4                    |                      |                      |
| 2008-2009  | Bears de Hershey       | LAH        | 48  | 4                | 16               | 20               | 10               | 10               | 0 | 2                    | 2                    | 2                    |                      |                      |
| 2008-2009  | Capitals de Washington | LNH        | 30  | 1                | 4                | 5                | 2                | -                | - | -                    | -                    | -                    |                      |                      |
| 2009-2010  | Bears de Hershey       | LAH        | 56  | 3                | 18               | 21               | 10               | 20               | 3 | 7                    | 10                   | 4                    |                      |                      |
| 2009-2010  | Capitals de Washington | LNH        | 21  | 0                | 5                | 5                | 8                | 1                | 0 | 0                    | 0                    | 0                    |                      |                      |
| 2010-2011  | Capitals de Washington | LNH        | 82  | 2                | 10               | 12               | 24               | 9                | 0 | 1                    | 1                    | 0                    |                      |                      |
| 2011-2012  | Capitals de Washington | LNH        | 82  | 1                | 16               | 17               | 29               | 14               | 0 | 2                    | 2                    | 0                    |                      |                      |
| 2012-2013  | Capitals de Washington | LNH        | 48  | 1                | 4                | 5                | 14               | 7                | 1 | 1                    | 2                    | 2                    |                      |                      |
| 2013-2014  | Capitals de Washington | LNH        | 82  | 2                | 16               | 18               | 26               | -                | - | -                    | -                    | -                    |                      |                      |
| 2014-2015  | Capitals de Washington | LNH        | 82  | 5                | 16               | 21               | 20               | 14               | 2 | 2                    | 4                    | 6                    |                      |                      |
| 2015-2016  | Capitals de Washington | LNH        | 82  | 4                | 17               | 21               | 26               | 12               | 0 | 2                    | 2                    | 6                    |                      |                      |
| 2016-2017  | Capitals de Washington | LNH        | 82  | 3                | 10               | 13               | 28               | 7                | 0 | 0                    | 0                    | 2                    |                      |                      |
| 2017-2018  | Canadiens de Montréal  | LNH        | 82  | 1                | 11               | 12               | 40               | -                | - | -                    | -                    | -                    |                      |                      |
| 2018-2019  | Canadiens de Montréal  | LNH        | 9   | 0                | 1                | 1                | 2                | -                | - | -                    | -                    | -                    |                      |                      |
| 2018-2019  | Rocket de Laval        | LAH        | 34  | 1                | 5                | 6                | 10               | -                | - | -                    | -                    | -                    |                      |                      |
| 2019-2020  | Rocket de Laval        | LAH        | 53  | 1                | 12               | 13               | 24               | -                | - | -                    | -                    | -                    |                      |                      |
| 2019-2020  | Canadiens de Montréal  | LNH        | 4   | 0                | 0                | 0                | 0                | -                | - | -                    | -                    | -                    |                      |                      |
| Totaux LNH | Totaux LNH             | Totaux LNH | 686 | 20               | 110              | 130              | 219              | 64               | 3 | 8                    | 11                   | 16                   |                      |                      |

### En équipe nationale
| Année | Équipe     | Compétition                 |   | PJ | B | A | Pts | Pun           |  | Résultats |
| 2007  | Canada U20 | Championnat du monde junior | 6 | 0  | 1 | 1 | 2   | Médaille d'or |  |           |
| 2008  | Canada U20 | Championnat du monde junior | 7 | 1  | 1 | 2 | 0   | Médaille d'or |  |           |

## Trophées et honneurs personnels
- Ligue de hockey de l'Ouest
  - 2008 : gagnant du Trophée commémoratif des quatre Broncos.
  - 2008 : gagnant du Trophée commémoratif Bill-Hunter remis au meilleur défenseur de la ligue.